# The Singles Collection (album de David Bowie)
Pour les articles homonymes, voir The Singles Collection.
Albums de David Bowie
The Buddha of Suburbia
(1993) 1. Outside
(1995)
The Singles Collection est une compilation de David Bowie sortie en 1993. Malgré son titre, elle comprend certains titres, comme Ziggy Stardust ou Oh! You Pretty Things, qui ne sont jamais sortis en single. En outre, cette compilation reprend systématiquement les versions de chaque chanson parues en album, et non les versions souvent abrégées parues en single.

## Titres
Toutes les chansons sont de David Bowie, sauf mention contraire.

### Édition britannique

#### Disque 1
1. Space Oddity – 5:15
2. Changes – 3:35
3. Starman – 4:18
4. Ziggy Stardust – 3:14
5. Suffragette City – 3:26
6. John, I'm Only Dancing – 2:47
7. The Jean Genie – 4:07
8. Drive-In Saturday – 4:30
9. Life on Mars? – 3:51
10. Sorrow (Feldman, Goldstein, Gottehrer) – 2:54
11. Rebel Rebel – 4:30
12. Rock 'n' Roll Suicide – 2:58
13. Diamond Dogs – 6:04
14. Knock on Wood – 3:03
15. Young Americans – 5:11
16. Fame (Bowie, Alomar, Lennon) – 4:14
17. Golden Years – 4:00
18. TVC 15 – 5:31
19. Sound and Vision – 3:02

#### Disque 2
1. "Heroes" (Bowie, Eno) – 3:37
2. Beauty and the Beast (Bowie, Eno) – 3:33
3. Boys Keep Swinging (Bowie, Eno) – 3:17
4. DJ (Bowie, Eno, Alomar) – 4:00
5. Alabama Song (Brecht, Weill) – 3:51
6. Ashes to Ashes – 4:24
7. Fashion – 4:47
8. Scary Monsters (and Super Creeps) – 5:11
9. Under Pressure avec Queen (Bowie, Mercury, May, Deacon, Taylor) – 3:57
10. Wild Is the Wind (Tiomkin, Washington) – 6:01
11. Let's Dance – 4:07
12. China Girl (Bowie, Pop) – 4:16
13. Modern Love – 3:56
14. Blue Jean – 3:11
15. This Is Not America avec Pat Metheny (Bowie, Metheny, Mays) – 3:47
16. Dancing in the Street avec Mick Jagger (Gaye, Stevenson, Hunter) – 3:10
17. Absolute Beginners – 5:37
18. Day-In Day-Out – 4:11

### Version américaine

#### Disque 1
1. Space Oddity – 3:31
2. Changes – 3:33
3. Oh! You Pretty Things – 3:11
4. Life on Mars? – 3:48
5. Ziggy Stardust – 3:13
6. Starman – 4:13
7. John, I'm Only Dancing – 2:46
8. Suffragette City – 3:25
9. The Jean Genie – 4:06
10. Sorrow – 2:52
11. Drive-In Saturday – 4:27
12. Diamond Dogs – 6:03
13. Rebel Rebel – 4:28
14. Young Americans – 5:10
15. Fame – 4:16
16. Golden Years – 3:58
17. TVC 15 (edit) – 3:43
18. Be My Wife – 2:55
19. Sound and Vision – 3:00
20. Beauty and the Beast – 3:33

#### Disque 2
1. "Heroes" (single) – 3:35
2. Boys Keep Swinging – 3:16
3. DJ (single) – 3:20
4. Look Back in Anger – 3:05
5. Ashes to Ashes (single) – 3:34
6. Fashion (single) – 3:23
7. Scary Monsters – 5:09
8. Under Pressure avec Queen – 4:01
9. Cat People (Putting Out Fire) avec Giorgio Moroder (Bowie, Moroder) – 6:43
10. Let's Dance (single) – 4:07
11. China Girl (single) – 4:14
12. Modern Love (single) – 3:56
13. Blue Jean – 3:09
14. Loving the Alien (edit) – 4:39
15. Dancing in the Street – 3:14
16. Absolute Beginners (single) – 5:36
17. Day-In Day-Out (edit) – 4:14
18. Never Let Me Down – 4:03
19. Jump They Say (radio edit) – 3:54